# Осона (комарка)
Осона, Озона (кат. Osona)  — район (комарка) в Испании, входит в провинцию Барселона и в провинцию Жирона в составе автономного сообщества Каталония.

## Муниципалитеты
1. Альпенс
2. Баленья
3. Бруль
4. Кальдетенес
5. Сентелес
6. Кольсуспина
7. Эспинельвес
8. Фольгеролес
9. Гурб
10. Льюса
11. Малья (Барселона)
12. Манльеу
13. Лес-Масьес-де-Рода
14. Лес-Масьес-де-Вольтрега
15. Монтескиу
16. Мунтаньола
17. Олост
18. Орис
19. Ориста
20. Перафита
21. Пратс-де-Льусанес
22. Рода-де-Тер
23. Рупит-и-Пруйт
24. Сант-Агустин-де-Льусанес
25. Сан-Бартоломеу-дель-Грау
26. Сан-Бой-де-Льюсанес
27. Сант-Иполит-де-Вольтрега
28. Сан-Жулья-де-Вилаторта
29. Сан-Марти-д’Альбарс
30. Сан-Марти-де-Сентелес
31. Сан-Пере-де-Торельо
32. Сан-Кирзе-де-Безора
33. Сан-Садурни-д’Озорморт
34. Сан-Висенс-де-Торельо
35. Санта-Сесилия-де-Вольтрега
36. Санта-Эуженья-де-Берга
37. Санта-Эулалья-де-Риупример
38. Санта-Мария-де-Бесора
39. Санта-Мария-де-Корко
40. Сева
41. Собремун
42. Сора
43. Тарадель
44. Тавернолес
45. Тавертет
46. Тона
47. Торельо
48. Вик
49. Видра
50. Виладрау
51. Виланова-де-Сау